# Жартитобе
Жартитобе́ (каз. Жартытөбе) — село у складі Сузацького району Туркестанської області Казахстану. Адміністративний центр Жартитобинського сільського округу.
Населення — 1637 осіб (2021; 1364 у 2009, 1463 у 1999, 1528 у 1989).